# أندرياس ميكلسن
أندرياس ميكلسن (بالنرويجية: Andreas Mikkelsen‏) مواليد 22 يونيو 1989، هو سائق راليات نرويجي بدأ مسيرته في سنة 2006. كان أول رالي له هو رالي ويلز 2006. شارك في بطولة العالم للراليات. شارك في رالي التحدي عبر القارات. فاز بـ سباق رالي واحد. صعد على المنصة 14 مرة خلال مسيرته.

## فرق مثلها
- فولكس فاجن

## روابط خارجية
- أندرياس ميكلسن على موقع IMDb (الإنجليزية)
- أندرياس ميكلسن على موقع Rallye-info.com (الإنجليزية)
- أندرياس ميكلسن على موقع eWRC-results.com (الإنجليزية)